# 2013 في العراق
فيما يلي قوائم الأحداث التي وقعت خلال عام 2013 في العراق.

## أحداث
- 30 ديسمبر – اشتباكات الأنبار
- 20 مايو – عملية الشبح

## أفلام
من الأفلام التي صدرت هذه السنة في العراق:
- 1 يناير – تحت رمال بابل من إخراج محمد الدراجي.

## كتب
من الكتب التي صدرت هذه السنة في العراق:
- 1 يناير – انكسار عباد الشمس من تأليف جمال حسين علي.
- 1 يناير – طشاري من تأليف إنعام كجه جي.
- 1 يناير – وهم الإلحاد من تأليف أحمد الحسن اليماني.

## وفيات

### أبريل
- 8 أبريل – عبد الهادي الفضلي (مواليد 1935) كاتب سعودي.

### يونيو
- 16 يونيو – أكرم داود الوِتْري (مواليد 1930) دبلوماسي وقانوني وشاعر وكاتب عراقي.
- 22 يونيو – عبد اللطيف البدري (مواليد 1921) طبيب وباحث علمي ووزير الصحة في العراق.

### يوليو
- 8 يوليو – سبعاوي إبراهيم التكريتي (مواليد 1947) سياسي عراقي.
- 15 يوليو – غسان موسى كاظم (مواليد 1939) طبيب وجراح عيون.

### أغسطس
- 4 أغسطس – شيركو بكاس (مواليد 1940)

### سبتمبر
- 7 سبتمبر – خضير زلاطة عداء عراقي (وُلد عام 1938).

### أكتوبر
- 7 أكتوبر – عوفاديا يوسف (مواليد 1920) حاخام إسرائيلي.

### ديسمبر
- 5 ديسمبر – كاوه كرمياني (مواليد 1981) صحفي عراقي.